# Sara Nygren
Sara Kristina Alexandra Nygren, född 27 mars 1972 i Farsta i Stockholm, är en svensk skådespelare. Hon är känd som Sigrid Niklasson i TV-serien Andra Avenyn.

## Biografi
Sara Nygren studerade vid Teaterhögskolan i Luleå 1999–2003.
Sara Nygren är sambo med skådespelaren Magnus Byström (född 1969), med vilken hon 2009–2010 turnerade med föreställningen Plaza Svit tillsammans med Lill Lindfors och Tomas Bolme.

## Filmografi (i urval)
- 1996–1997 – Skilda världar (TV-serie)
- 2002 – Hundtricket
- 2003 – Skenbart – en film om tåg
- 2007 – Inte alla hästar i stallet (kortfilm)
- 2008 – Andra Avenyn (TV-serie)
- 2009 – 60 meter (kortfilm)
- 2015 – Pojkarna (kortfilm)
- 2019 – Helt perfekt (TV-serie)
- 2019 – Den inre cirkeln (TV-serie)
- 2020 – Kommissarien och havet (TV-serie)
- 2021 – Heder (TV-serie)
- 2021 – Håll andan! (TV-serie)

## Teater

### Roller (ej komplett)
| År   | Roll | Produktion       | Regi           | Teater        |
| ---- | ---- | ---------------- | -------------- | ------------- |
| 2012 |      | Tartuffe Molière | Fredrik Hiller | Hågelbyparken |